# Майкл Бентон
Майкл Джеймс Бентон (англ. Michael James Benton; нар. 8 квітня 1956) — шотландський палеонтолог, професор палеонтології хребетних у Школі наук про Землю Бристольського університету. Його робота здебільшого зосереджена на еволюції тріасових рептилій, але він також працював над подіями вимирання та фауністичними змінами в літописі скам'янілостей.

## Освіта
Бентон здобув освіту в коледжі Роберта Гордона, Абердинському університеті та Ньюкаслському університеті, де він отримав ступінь доктора філософії у 1981 році.

## Дослідження та кар'єра
Дослідження Бентона включають палеобіологію, палеонтологію та макроеволюцію. У його дослідницькі інтереси входять: диверсифікація життя, якість скам'янілостей, форми філогенії, конгруентність вікових кладів, масові вимирання, еволюцію екосистеми тріасового періоду, філогенез базальних діапсидів, базальних архозаврів та походження динозаврів. Він зробив фундаментальний внесок у розуміння історії життя, зокрема щодо того, як біорізноманіття змінюється з часом. Ключовою темою його досліджень є пермсько-тріасове вимирання, найбільше масове вимирання всіх часів, яке відбулося понад 250 мільйонів років тому, де він досліджує, як життя змогло відновитися після такої руйнівної події.
Бентон є автором кількох підручників з палеонтології (наприклад Vertebrate Palaeontology) та дитячих книжок на тему динозаврів. Його роботи були опубліковані в різних журналах. Бентон також був консультантом при створенні програми BBC Прогулянки з динозаврами, і був консультантом програм Paleoworld на Discovery Science. Він також брав участь у програмі Бі-Бі-Сі 2002 року «День, коли Земля майже загинула», в якій брали участь вчені та розкривали таємниці пермського вимирання.
У грудні 2010 року на честь Бентона було названо ринхозавра Bentonyx.
Бентон заснував програму магістра наук з палеобіології в Бристольському університеті в 1996 році, яку закінчили понад 300 студентів.
Як ініціатор Бристольського проєкту динозаврів Брентон також брав участь у створенні та розробці вебсайту проєкту.

### Публікації
- Dinosaurs an A-Z Guide (1988, Kingfisher) ISBN 978-0862723859
- The phylogeny and classification of the tetrapods (1998, ed. Volumes 1 and 2)[ISBN відсутній]
- Prehistoric Animals (1989, Kingfisher) ISBN 978-0862724580
- Vertebrate Palaeontology (4th edition, 2014, Wiley-Blackwell) ISBN 978-1118407554
- On the trail of the dinosaur (1989, Quarto Publishing) ISBN 0-517-67976-0
- The reign of the reptiles (1991)[ISBN відсутній]
- The rise of the mammals (1991)[ISBN відсутній]
- The fossil record 2 (1993, ed.)[ISBN відсутній]
- Dinosaur and Other Prehistoric Animal Fact Finder (1993)[ISBN відсутній]
- Fossil reptiles of Great Britain (1995, with P. S. Spencer)[ISBN відсутній]
- The Viking atlas of evolution (1997, with R. Osborne)[ISBN відсутній]
- The Penguin historical atlas of the dinosaurs (1997)[ISBN відсутній]
- Basic Palaeontology (1997, with D. A. T. Harper) ISBN 0-582-22857-3
- Walking with dinosaurs: the facts (2000) ISBN 0-563-53744-2
- The age of dinosaurs in Russia and Mongolia (2000, ed., with D. M. Unwin, M. A. Shishkin and E. N. Kurochkin)[ISBN відсутній]
- Permian and Triassic red beds and the Penarth Group of Great Britain (2002, with E. Cook and P. J. Turner)[ISBN відсутній]
- When life nearly died: the greatest mass extinction of all time (1st edition, 2003; 2nd edition, 2008)[25]
- Mesozoic and Tertiary fossil mammals and birds of Great Britain (2005, with L. Cook, D. Schreve, A Currant, and J. J. Hooker) ISBN 9781861074805
- Introduction to Paleobiology and the Fossil Record (2009, with David A.T Harper) ISBN 9781405141574
- The first four billion years Benton, Michael J. (2009). Paleontology and the History of Life. У Michael Ruse (ред.). Evolution: The First Four Billion Years. Cambridge, Massachusetts: The Belknap Press of Harvard University Press. с. 80–104. ISBN 978-0-674-03175-3."Paleontology and the History of Life". In Michael Ruse; Joseph Travis (eds.). Evolution: The First Four Billion Years. Cambridge, Massachusetts: The Belknap Press of Harvard University Press. pp. 80–104. ISBN <bdi>978-0-674-03175-3</bdi>.
- The Dinosaurs Rediscovered: How a Scientific Revolution is Rewriting History, (2019) ISBN 978-0500052006

### Відзнаки та нагороди
У 2014 році Бентона було обрано членом Лондонського Королівського товариства (FRS) за «значний внесок у вдосконалення природничих знань» і членом Единбурзького королівського товариства (FRSE).
Бентон призначений офіцером Ордена Британської імперії (OBE) у 2021 році за заслуги в палеонтології та громадську участь.